# 下石站
下石站（日语：／ Oroshi eki */?）是位於岐阜縣土岐市，東濃鐵道駄知線的鐵路車站（廢站）。
此站是舊・下石町的中心車站。此站除了是一座客運車站外，也是一座貨運車站。此站最接近土岐市立土岐高等學校（後來名為岐阜縣立土岐高等學校。現時：岐阜縣立土岐紅陵高等學校），因此有許多學生使用此站。

## 歷史
- 1922年（大正11年）
  - 1月11日：駄知鐵道新土岐津站（第一代，現時：土岐市站）至此站之間開通，此站啟用[1]。
  - 10月10日：此站至山神站之間開通[1]，此站成為中途車站。
- 1944年（昭和19年）3月1日：在公司合併後成為東濃鐵道駄知線車站。
- 1972年（昭和47年）7月13日：發生昭和47年7月暴雨（日语：昭和47年7月豪雨），使橋樑被沖毀，全線暫停營業。
- 1974年（昭和49年）10月21日：駄知線廢線，此站也被廢除[1]。

## 車站構造
此站是一座地面車站，設有列車交會設備和貨物起卸設備。此站的貨物起卸量較多。另外，於此站起卸的貨物不是陶器，而是陶器的原材料陶土（黏土）。

## 現況
- 車站遺址變成東鐵巴士下石巴士站。該處設有東鐵總站建築物、候車室和的士營業所（東鐵的士下石調度中心）。
- 部分車站遺址變成下石郵局和公民館（日语：公民館）。
- 路軌遺址變成行人路。

## 相鄰車站
東濃鐵道
駄知線
土岐口－下石－山神

## 注腳
1. 1 2 3  今尾惠介監修《日本鐵道旅行地圖帳 7號 東海》新潮社 42頁

## 相關項目
- 日本鐵路車站列表 O